# Rio das Araras
Rio das Araras é um curso d'água brasileiro do que corre no estado de São Paulo.
Esse rio, assim como o ribeirão das Furnas e o ribeirão Ferraz, foi de grande importância para a formação da cidade de Araras, cujo nome provém das aves que habitavam a região.